# Marta Moreno
Marta Moreno Remírez conosciuta come Marta (Pamplona, 18 dicembre 1982) è un'ex calciatrice spagnola di origini basche, di ruolo difensore.

## Palmarès

### Competizioni nazionali
- Primera División Femenina de España: 4

Athletic Bilbao: 2002-2003, 2003-2004, 2004-2005, 2006-2007